# 非典型抗精神病藥物
非典型抗精神病藥物（atypical antipsychotics，AAP）又稱第二代抗精神病藥物（second generation antipsychotics，SGAs）、血清素-多巴胺拮抗劑（serotonin–dopamine antagonists，SDAs），是一類抗精神病藥物，主要在1970年代之後引入治療精神疾病。一些非典型抗精神病藥物已獲得主管機關批准（例如美國FDA、澳大利亞TGA、英國MHRA）用於思覺失調症、雙相情緒障礙症、自閉症的易怒症狀，以及作為重性抑鬱疾患的輔助藥物。
兩代（第一代及第二代）藥物都傾向於阻斷大腦多巴胺傳遞途徑中的受體。與最廣泛使用的第一代藥物氟哌啶醇相比，非典型藥物不太可能導致患者出現錐體外症候群，其中包括不穩定的帕金森氏症型運動 ，坐立難安和其他不自主運動。然而目前僅少數第二代藥物獲證實，優於較少使用的低效第一代抗精神病藥物。

## 臨床用途
非典型抗精神病藥常拿來治療思覺失調症或雙相情緒障礙症。它們還經常用於治療與癡呆、焦慮症、泛自閉症障礙和強迫症（標籤外使用）相關的激動運動。在癡呆症中，只有在其他治療失敗並且患者對自己、他人構成風險時，才應考慮用藥。